# Crisis de refugiados de Indochina

Un mapa de la antigua Indochina francesa. Vietnam fue dividido al norte de la ciudad de Hue en 2 diferentes gobiernos (Vietnam del Norte y Vietnam del Sur) desde 1954 hasta 1976, cuando el país se reunificó formalmente.

La crisis de refugiados de Indochina fue la gran afluencia de personas de las antiguas colonias francesas de Indochina (Vietnam, Camboya y Laos), después de que gobiernos comunistas llegaron al poder en esos países en 1975. En los siguientes 25 años, de una población total de 56 millones de personas en 1975, más de 3 millones de personas emprendieron un peligroso viaje para convertirse en refugiados en otros países del Sudeste Asiático y China. Cientos de miles de personas murieron en su intento de huir. Más de 2,5 millones de personas fueron reasentadas, principalmente en Norteamérica y Europa. 500.000 personas fueron repatriadas voluntaria o involuntariamente.
Los refugiados de Indochina consistían en una serie de diferentes pueblos, incluyendo los Boat People vietnamitas, el pueblo hoa de Vietnam, camboyanos que huyeronn de los jemeres rojos y el hambre, los laosianos étnicos, los Hmong y otros pueblos de las tierras altas de Laos y los Montagnard, pueblos de las tierras altas de Vietnam. Estos huían a los países vecinos en busca de asilo temporal y la mayoría solicitaba un reasentamiento permanente en otros países. El flujo de refugiados y la crisis humanitaria fueron particularmente agudos en 1979 y 1980.
Las consecuencias de la crisis de refugiados de Indochina continuaron hasta el siglo XXI. Los últimos de los boat people fueron repatriados de Malasia en 2005 y Tailandia deportó 4.000 refugiados Hmong en 2009.

## Caída de Saigón
La caída de Saigón, llamada también como liberación de Saigón, fue la captura de la ciudad de Saigón (actual Ciudad Ho Chi Minh), capital de Vietnam del Sur, por el Frente Nacional de Liberación de Vietnam y las Fuerzas Armadas de la República Democrática de Vietnam el 30 de abril de 1975. Este hecho supuso el fin de la guerra de Vietnam y el inicio de un período de transición que condujo a la reunificación del país al año siguiente.

## Boat People
Se conoce como Boat People (en vietnamita: Thuyền nhân Việt Nam; traducible al español como Gente de los Botes) a una oleada de refugiados que huyeron de Vietnam por mar después de la guerra de Vietnam, especialmente durante 1978 y 1979, pero continuando hasta principios de la década de 1990. El término también se usa a menudo de forma genérica para referirse a todos los vietnamitas (alrededor de 2 millones) que abandonaron su país por cualquier medio entre 1975 y 1995.
En tanto las políticas del gobierno de Vietnam restringían duramente la emigración de sus ciudadanos, muchos vietnamitas descontentos con la represión política del nuevo régimen comunista, o sufriendo la crisis económica tras la devastación de la guerra recién concluida optaron por la emigración clandestina. El hecho que países limítrofes como Camboya y Laos se hallasen gobernados por regímenes pro-vietnamitas, proclives a repatriar refugiados de Vietnam, motivó que los presuntos migrantes vietnamitas debieran viajar por mar hacia otros países del Sudeste Asiático. Los primeros destinos de los botes fueron así Hong Kong (en aquel entonces territorio dependiente británico), Indonesia, Malasia, Filipinas, Singapur y Tailandia.
El número de personas que salieron de Vietnam en embarcaciones y llegaron a salvo a otro país ascendió a casi 800 000 entre 1975 y 1995. Miles de los refugiados no sobrevivieron al viaje, el cual resultaba extremadamente difícil y riesgoso. Usualmente los migrantes eran favorecidos por la negligencia o corrupción de las autoridades vietnamitas para obtener una embarcación precaria y no siempre adecuada para el viaje, pero ya en alta mar enfrentaban el peligro de piratas, botes sobrepoblados, hambre y enfermedades, o tormentas o tifones que causaban incontables naufragios. Los más afortunados sobrevivientes lograban ser rescatados por patrullas navales extranjeras, pero la mayoría se veía obligada a desembarcar bajo su propio riesgo. El Alto Comisionado de las Naciones Unidas para los Refugiados calculó que entre 200 000 y 400 000 vietnamitas murieron durante las travesías.
Las tensiones externas derivadas de la disputa de Vietnam con Camboya y China en 1978 y 1979 provocaron el éxodo de la mayoría del pueblo hoa, de los cuales más de 170 000 huyeron por tierra hacia la provincia china de Guangxi desde el norte y el resto huyó en bote desde el sur. Esta nueva afluencia llevó la cantidad de refugiados en China a alrededor de 200 000. Además, los militares vietnamitas también comenzaron a expulsar a la etnia hoa de Camboya, cuando dicho país fue ocupado militarmente por Vietnam tras la guerra de 1978-1979, lo que provocó que más de 43 000 refugiados, en su mayoría descendientes de los hoa, huyeran por tierra a Tailandia. En 1980, la población de refugiados en China llegó a 260 000.
La combinación de sanciones económicas, el legado de destrucción dejado por la guerra de Vietnam, las políticas del gobierno vietnamita y otros conflictos con los países vecinos provocaron una crisis humanitaria internacional. Los países del sudeste asiático acordaron admitir temporalmente a los refugiados, y el resto del mundo, especialmente los países desarrollados, acordaron asumir la mayor parte de los costos de cuidar a los refugiados y reasentarlos en sus países. No obstante, ya desde 1978 los países del sudeste asiático se mostraron cada vez más reacios a aceptar boat people en sus costas, al no contar con recursos para absorber tan grande cantidad de migrantes extranjeros; esto no detuvo la migración clandestina, que ahora evitaba las embarcaciones de gran tamaño y empleaba botes pequeños más difíciles de detectar aunque más riesgosos para sus pasajeros. Después de negociaciones diplomáticas y una conferencia internacional en 1979, se formaron grandes campamentos de refugiados en Malasia, Filipinas, y Tailandia, sostenidos por la ONU.
Desde los campamentos de refugiados en el sudeste asiático, la gran mayoría de los balseros fueron reasentados en países desarrollados, principalmente en Estados Unidos, Australia, Canadá, Francia, Alemania y Reino Unido,  dando preferencia a familias o individuos con instrucción o habilidades, y atendiendo a que la mayoría de los migrantes podían calificar como "refugiados políticos" sujetos a represión en Vietnam; el flujo de boat people empezó a reducirse hasta mediados de la década de 1980. 
No obstante, desde 1987 se reactivó el flujo de boat people tras años de crisis económica en Vietnam. Esta vez la recepción en países del Sudeste Asiático fue nuevamente hostil y los campos de refugiados devinieron en prisiones de facto, con los gobiernos de la región negándose ahora por la fuerza a recibir más vietnamitas. Ante tal resistencia, y tras la negativa en 1988 de países europeos y Estados Unidos a reasentar esta nueva oleada, la ONU debió admitir que varias decenas de miles de refugiados vietnamitas fueran repatriados a Vietnam voluntaria o involuntariamente, al no poder acreditar su condición de "refugiados políticos", situación que continuó hasta inicios de la década de 1990.

## Crisis humanitaria en Camboya
La Crisis humanitaria en Camboya (1969 – 1993) consistió en una serie de sucesos relacionados entre sí que acabaron en la muerte, el desplazamiento o el reasentamiento en el extranjero de alrededor de millones de camboyanos. 
La crisis tuvo diferentes etapas. La primera se produjo durante la guerra civil camboyana (1970-1975) entre el gobierno de Lon Nol y los comunistas de los Jemeres rojos. Esta etapa estuvo marcada, de un lado, por el bombardeo masivo de Estados Unidos a los Jemeres Rojos desde 1969 hasta 1973 y, de otro, por la profanación de santuarios y los ataques a las bases de Camboya del Ejército de Vietnam del Norte como parte de su estrategia para ganar la guerra de Vietnam. La segunda etapa transcurrió, desde 1975 hasta 1979, durante el gobierno de los Jemeres Rojos, quienes asesinaron o dejaron morir de hambre alrededor de un cuarto de los 8 millones de camboyanos durante el genocidio camboyano. 
En 1979, Vietnam invadió Camboya, derrotó a los Jemeres Rojos y puso en el poder un nuevo gobierno camboyano, que se perpetuó durante los siguientes 12 años y al que se enfrentaron los Jemeres Rojos y otros grupos afines. El caos que extendió durante 1979 y 1980 provocó que cientos de miles de camboyanos huyeran por la frontera con Tailandia de la violencia y la hambruna que amenazaba a Camboya. Las organizaciones internacionales afrontaron la crisis con el “puente terrestre”, una de las mayores ayudas humanitarias de la historia. 